# Джош Говард
Джошуа Джей Говард (англ. Joshua Jay Howard; 28 квітня 1980) — американський професійний баскетболіст, гравець клубу НБА «Юта Джаз». Позиція — легкий форвард. Вибраний під 29 номером на драфті 2003 клубом «Даллас Маверікс».

## Кар'єра у НБА
За підсумками дебютного сезону Говард був обраний у другу команду новачків НБА. Він взяв участь у 67 іграх регулярної першості; 13 ігор Джош пропустив через травми.
У сезоні 2004-05 Говард взяв участь у 76 іграх регулярної першості; у всіх 76 іграх він виходив у стартовій п'ятірці. У середньому Говард проводив на майданчику 32.2 хвилин за гру.
У сезоні 2005-06 Говард продемонстрував високу точність триочкових кидків (42.9%). «Маверікс» вперше в історії вийшли у фінал НБА, де програли «Маямі Хіт».
У 2007 Джош вперше взяв участь у матчі всіх зірок НБА. 
8 грудня 2007 Говард встановив особистий рекорд результативності, набравши 47 очок.
13 лютого 2010 Джош перейшов у «Вашингтон Візардс». У сезоні 2009-10 він провів за клуб лише 4 гри через травму.
15 грудня 2011 Говард підписав однорічний контракт із «Джаз».

### Статистика кар'єри в НБА

#### Регулярний сезон
| Сезон            | Команда               | GP  | GS  | MPG  | FG%  | 3P%  | FT%  | RPG | APG | SPG | BPG | PPG  |
| ---------------- | --------------------- | --- | --- | ---- | ---- | ---- | ---- | --- | --- | --- | --- | ---- |
| 2003–04          | Даллас Маверікс       | 67  | 29  | 23.7 | .430 | .303 | .703 | 5.5 | 1.4 | 1.0 | .8  | 8.6  |
| 2004–05          | Даллас Маверікс       | 76  | 76  | 32.2 | .475 | .296 | .733 | 6.4 | 1.4 | 1.5 | .6  | 12.6 |
| 2005–06          | Даллас Маверікс       | 59  | 58  | 32.5 | .471 | .429 | .734 | 6.3 | 1.9 | 1.2 | .4  | 15.6 |
| 2006–07          | Даллас Маверікс       | 70  | 69  | 35.1 | .459 | .385 | .827 | 6.8 | 1.8 | 1.2 | .8  | 18.9 |
| 2007–08          | Даллас Маверікс       | 76  | 76  | 36.3 | .455 | .319 | .813 | 7.0 | 2.2 | .8  | .4  | 19.9 |
| 2008–09          | Даллас Маверікс       | 52  | 51  | 32.0 | .451 | .345 | .782 | 5.1 | 1.6 | 1.1 | .6  | 18.0 |
| 2009–10          | Даллас Маверікс       | 31  | 9   | 26.7 | .401 | .267 | .790 | 3.6 | 1.4 | .7  | .3  | 12.5 |
| 2009–10          | Вашингтон Візардс     | 4   | 3   | 22.8 | .435 | .273 | .750 | 3.3 | 1.0 | .8  | .5  | 14.5 |
| 2010–11          | Вашингтон Візардс     | 18  | 10  | 22.7 | .358 | .241 | .617 | 4.1 | 1.3 | .7  | .3  | 8.4  |
| 2011–12          | Юта Джаз              | 43  | 18  | 23.0 | .399 | .243 | .773 | 3.7 | 1.2 | .7  | .2  | 8.7  |
| 2012–13          | Міннесота Тімбервулвз | 11  | 4   | 18.8 | .403 | .313 | .583 | 3.3 | .4  | .9  | .3  | 6.7  |
| Кар'єра          |                       | 507 | 403 | 30.3 | .448 | .332 | .770 | 5.7 | 1.6 | 1.0 | .5  | 14.3 |
| Матчі всіх зірок |                       | 1   | 0   | 20.0 | .333 | .000 | .500 | 4.0 | 3.0 | .0  | .0  | 3.0  |

#### Плей-оф
| Сезон   | Команда         | GP | GS | MPG  | FG%  | 3P%  | FT%  | RPG | APG | SPG | BPG | PPG  |
| ------- | --------------- | -- | -- | ---- | ---- | ---- | ---- | --- | --- | --- | --- | ---- |
| 2004    | Даллас Маверікс | 5  | 0  | 17.2 | .222 | .200 | .909 | 6.4 | .8  | 1.2 | 1.2 | 5.4  |
| 2005    | Даллас Маверікс | 13 | 13 | 32.9 | .503 | .250 | .745 | 7.4 | 1.8 | .8  | .5  | 15.5 |
| 2006    | Даллас Маверікс | 23 | 23 | 35.8 | .453 | .369 | .808 | 7.4 | 1.4 | 1.0 | .6  | 16.7 |
| 2007    | Даллас Маверікс | 6  | 6  | 41.3 | .515 | .389 | .704 | 9.8 | 2.8 | 2.2 | .8  | 21.3 |
| 2008    | Даллас Маверікс | 5  | 5  | 34.2 | .292 | .100 | .800 | 7.0 | 1.4 | .4  | .4  | 12.6 |
| 2009    | Даллас Маверікс | 10 | 10 | 29.5 | .438 | .250 | .776 | 5.1 | 1.3 | .9  | .4  | 15.8 |
| 2012    | Юта Джаз        | 4  | 3  | 15.8 | .294 | .500 | .800 | 3.5 | 1.0 | .5  | .3  | 3.8  |
| Кар'єра |                 | 66 | 60 | 32.0 | .440 | .311 | .782 | 6.9 | 1.5 | 1.0 | .6  | 14.8 |